# Théâtre national de la République serbe
Le Théâtre national de la République serbe (en serbe cyrillique : Народно позориште Републике Српске ; en serbe latin : Narodno pozorište Republike Srpske) est un théâtre situé à Banja Luka, dans la république serbe de Bosnie et en Bosnie-Herzégovine. Il a été fondé le 2 septembre 1930 sous le nom de Théâtre national de la banovine du Vrbas (Народно позориште Врбаске бановине et Narodno pozorište Vrbaske banovine) et a également été connus sous le nom de Théâtre national de la Krajina de Bosnie (Народно позориште Босанске Крајине et Narodno pozorište Bosanske Krajine). Il est un haut lieu de l'art dramatique dans la ville et dans la région.
Le théâtre dispose d'une troupe de 27 acteurs et de deux salles : la Grande salle et la salle Petar Kočić,.

## Histoire
La construction du Théâtre national de la République serbe a été entreprise à l'initiative de Svetislav Milosavljević, un homme politique qui fut le premier ban de la Banovine du Vrbas, dans le cadre d'une politique visant à faire de Banja Luka une ville moderne. La première représentation a eu lieu le 18 septembre 1930, en présence de Milosavljević et de quelques hautes personnalités de l'époque. Les premières pièces de son répertoire furent Hadži Loja de Branislav Nušić, Hej, Sloveni de Rista Odavić et Povratak de Švabić.

## Architecture
Le bâtiment actuel du théâtre a été construit sur un terrain offert par l'assemblée municipale de Banja Luka ; il a été construit d'août 1933 à septembre 1934, sur des plans de Josif Goldner dans un style mêlant le néoclassicisme et des éléments empruntés au Bauhaus. Il est inscrit sur la liste des monuments nationaux de Bosnie-Herzégovine.

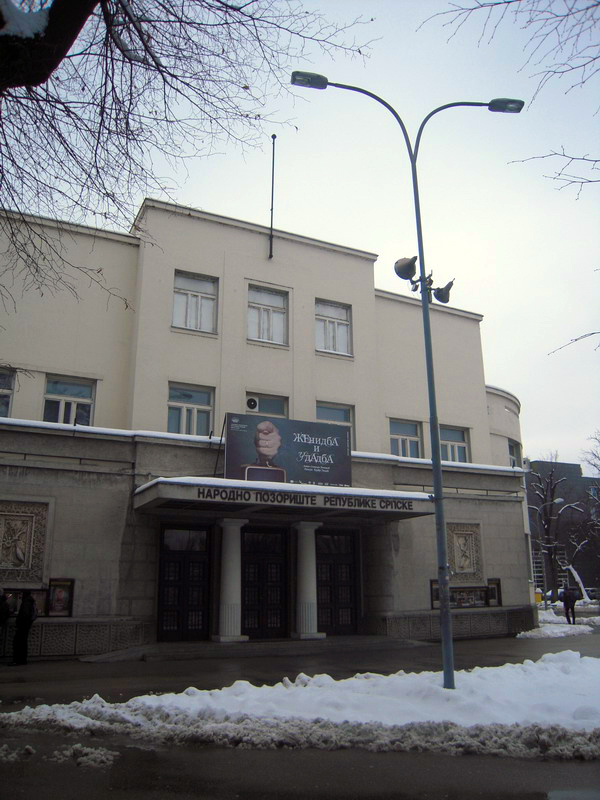
Détail de l'entrée

## Répertoire
Parmi les représentations proposées dans la Grande salle depuis 2001 figurent Tragédie hilarante de Dušan Kovačević, Mrešćenje šarana (Le Frai de la carpe) d'Aleksandar Popović, La Maison Loukine (Nora) d'Ibsen, Les Justes de Camus, La Famille endeuillée de Branislav Nušić dans une adaptation de Nikola Pejaković, Četrnaesta (Quatorzième) d'Ana Đorđević, La Cuisine adapté de Peter Handke par Mladen Materić, Hasanaginica de Ljubomir Simović, La Mégère apprivoisée de William Shakespeare, Au fond de la cuve de Pavle Teodorović, La Chronique des travailleurs de Petar Mihajlović, Ženidba i udadba de Jovan Sterija Popović, Le Parlementaire et Madame la Ministre de Branislav Nušić, Kokochka de Nikolaï Koliada.
Parmi les autres pièces présentées aux spectateurs, on peut citer Ballon de pierre de Radmila Smiljanić, Dublje meso de Goran Stefanovski, Les Trois Sœurs d'Anton Tchekhov, Les Femmes savantes de Molière, Madame Sans Gêne de Victorien Sardou et Émile Moreau et Magareće godine de Branko Ćopić.

## International
Chaque année, en juin, le Théâtre national de la République serbe organise un festival de théâtre appelé TeatarFest Petar Kočić. Il participe également à divers festivals à l'extérieur de la Bosnie-Herzégovine. Il était représenté au JoakimFest de Kragujevac (Serbie) en 2007 et 2009 et aussi au JoakimInterFest de la même ville en 2007 et 2008.